# Sant’Antonino, Ticino
Sant’Antonino är en ort och kommun i distriktet Bellinzona i kantonen Ticino, Schweiz. Kommunen har 2 646 invånare (2023).